# Sigeberht I Mały
Sigeberht I Mały (data urodzenia nieznana; zm. 653) – władca Królestwa Essex (East Saxons) w latach 617–653.
Był synem i następcą Saewarda z Esseksu, który zginął tragicznie w bitwie z armią Wesseksu.
W 653, po jego śmierci, na tronie zasiadł jego krewny – Zybert II Dobry.